# 廣湛高速鐵路
广州至湛江高速铁路，简称广湛高速铁路，又名广湛客运专线，是中国广东省境内的一条高速铁路，线路自广州站引出，终至湛江北站，计划沿线建9个车站，途中经过广州、佛山、肇庆、云浮、阳江、茂名、湛江等市。正线长400.111km，为客运专线，设计速度350km/h，运行动车组列车。
项目的建设总工期为60个月。2019年9月30日，广湛高速铁路先期段开工；2020年6月30日上午，广湛高速铁路进入全线开工阶段，预计2025年通车。

## 线路概况
线路自广州站西端引出，广州至街边段利用既有广茂铁路通道，广州至广州西采用地面和地下双层结构新建双线，广州西至三眼桥改建为四线并行，三眼桥至街边新建双线，其中三眼桥至奇槎并行南贵广铁路段，右线利用既有广茂线、左线单绕，同时在原佛山站址西侧新建佛山站，之后线路向西行进，经佛山高明区北侧，至规划新干线机场推荐选址，与两跑道轴线中心重合平行跑道在地下设机场站后进入云浮市，在新兴县城南侧设新兴南站；后进入阳江市，设阳春东站，于阳江市西北侧对坎坪设阳江北站，经江湛铁路阳西站北侧预留并站条件后进入茂名市；线路继续沿江湛铁路北侧前行，与既有马踏站并站后，跨江湛铁路，于茂名市南侧设茂名南站；进入湛江市，于既有吴川站并站后，线路取直经海东新区，预留设湛江东站条件，以隧道穿越湛江海湾及湛江主城区后，在湛江市霞山区设湛江北站。正线全长400.111公里，按双线、350公里/小时标准建设，广州至三眼桥、三眼桥至佛山段设计时速分别为80、160公里/小时。
工程还包括引入广州枢纽相关工程：新建广州西至白云联络线，广州西至三眼桥三四线工程及南广贵广联络线改建，新建广珠至京广客车联络线、广茂至广珠联络线工程，街边改建广茂线工程等。

## 历史
2021年12月15日，广湛高速铁路全线第一孔梁架设成功。
2022年3月21日，广湛高铁湛江湾海底隧道工程施工正式进入湛江湾海域段，“永兴号”盾构机正式开启穿海之旅。广湛高铁湛江湾海底隧道为单洞双线隧道，全长9640米，其中盾构施工段长度7352米。隧道开挖直径14.33米，管片外径13.8米，内径12.6米，采用泥水平衡盾构机开挖掘进，是中国目前独头掘进最长的大直径穿海高铁盾构隧道，是线路的重点控制性工程。4月14日，广湛高铁全线首座连续梁顺利合龙。5月13日，广湛高铁五标段首座隧道实现贯通。8月16日，广湛铁路首联跨江连续梁，袂花江特大桥跨袂花江连续梁顺利合龙。11月28日，珠三角枢纽机场段正式开工。12月21日，“永兴号”盾构机成功穿越2500米湛江湾海域段，进入湛江主城区。
2023年1月6日，茂名段全线隧道顺利贯通。11月1日，全线首座特长隧道大脊山隧道顺利贯通。2024年3月15日，全线控制性工程——湛江湾海底隧道贯通。10月31日，全线另一控制性工程——广湛高铁佛山特大桥跨东平水道斜拉桥主体工程完工。
2023年10月11日，广茂铁路广州站经珠江大桥至街边站区间停运，开始改建为广湛高铁正线，原佛山站关闭。2024年5月23日，珠江大桥桥体改造工程进入实质性施工阶段。7月28日，新佛山站正式动工，计划2025年12月满足广湛高铁通过的条件、2026年中站房开通。
2025年1月16日，广湛高铁开始铺轨。3月27日，线路首条接触线在新兴南至阳春东站区间完成架设。7月1日，新兴南至湛江北段开始静态验收；佛山至新兴南段的验收工作则于8月1日开始。全线联调联试工作计划于8月开始。

## 车站及接驳路线
| 车站名称     | 所在区域 | 所在区域 | 启用日期      | 连接铁路                       | 城市軌道交通換乘路線                                                     |
| ------------ | -------- | -------- | ------------- | ------------------------------ | ------------------------------------------------------------------------ |
| 广湛高速铁路 |          |          |               |                                |                                                                          |
| 广州         | 广州市   | 越秀区   | 1974年4月12日 | 京广铁路 廣深鐵路 广清城际铁路 | 广州地铁2号线 广州地铁5号线 广州地铁11号线 广州地铁14号线 广州地铁22号线 |
| 佛山         | 佛山市   | 禅城区   | 1993年1月8日  |                                | 佛山地铁3号线                                                            |
| 佛肇         | 佛山市   | 高明区   | 建设中        | 南珠高速铁路                   |                                                                          |
| 新兴南       | 云浮市   | 新兴县   | 建设中        |                                |                                                                          |
| 阳春东       | 阳江市   | 阳春市   | 建设中        |                                |                                                                          |
| 阳江北       | 阳江市   | 江城区   | 建设中        |                                |                                                                          |
| 马踏         | 茂名市   | 电白区   | 2018年7月1日  | 深茂铁路                       |                                                                          |
| 茂名南       | 茂名市   | 电白区   | 建设中        |                                |                                                                          |
| 吴川         | 湛江市   | 吴川市   | 2018年7月1日  | 深茂铁路                       |                                                                          |
| 湛江东       | 湛江市   | 坡头区   | （预留车站）  |                                |                                                                          |
| 湛江北       | 湛江市   | 霞山区   | 建设中        | 湛海高速铁路                   |                                                                          |

## 事故
- 2022年10月19日上午，广湛高铁吴川段泗岸特大桥工地，一工人对架桥机进行保养时，因操作失误，加上架桥机未装设高度限制器，致其被挤压致死[27]。
- 2024年3月13日，广湛高铁佛山段位于狮山镇罗村城中路的工地，有施工吊车因超载而倒塌，砸中下方施工梯笼，造成梯笼内的一名工人死亡[28][29][30]。
- 2024年4月1日，广湛高铁广州段珠江四线特大桥西桥水面施工工地，浮台上一吊机发生倒塌，砸中珠江大桥西桥非机动车道范围部分护栏和桥体路面，未造成人员伤亡[31][32]。4月9日，国家铁路局广州铁路监督管理局就广湛铁路一个月内连续发生上述安全生产责任事故和险情，对广湛铁路公司开展安全生产约谈[33]。